# ŠK Futura Humenné
ŠK Futura Humenné là một câu lạc bộ bóng đá Slovakia, đến từ thị trấn Humenné. Trong mùa hè năm 2015, ŠK Futura bán chứng chỉ đăng ký cho Svidník.

## Lịch sử
- 1903 Thành lập với tên gọi Homonnai Athlétikai Club (tiếng Hungary). Humensky Atleticky Klub (Slovak).
- 1920 Đổi tên thành HAC Humenné
- 1948 Đổi tên thành Sokol Humenné
- 1949 Đổi tên thành HAC Humenné
- 1951 Đổi tên thành HAC CSZZ Humenné
- 1952 Đổi tên thành CSZZ Humenné
- 1953 Đổi tên thành DSO Tatran Humenné
- 1959 Hợp nhất với Lokomotive Humenné and Chemko Humenné
- 1967 Đổi tên thành TJ Chemko Humenné
- 1968 Đổi tên thành TJ LCHZZ Humenné
- 1973 Đổi tên thành TJ Chemlon Humenné
- 1991 Đổi tên thành FC Chemlon Humenné
- 1997 Đổi tên thành HFC Humenné
- 2000 Đổi tên thành 1. HFC Humenné
- 2012 Đổi tên thành ŠK Futura Humenné[1]

## Danh hiệu

### Trong nước
- 1.SNL (thứ 1 Slovak National football league) (1969-1993)
  -  Vô địch (1): 1976-77
- Slovenský Pohár (Cúp bóng đá Slovakia) (1961-)
  -  Vô địch (1): 1996

## Lịch sử thi đấu giải châu Âu
| Mùa giải | Giải đấu              | Vòng      | Quốc gia | Câu lạc bộ       | Sân nhà | Sân khách | Chung cuộc |
| -------- | --------------------- | --------- | -------- | ---------------- | ------- | --------- | ---------- |
| 1996-97  | UEFA Cup Winners' Cup | Vòng loại | Albania  | Flamurtari Vlorë | 1-0     | 2-0       | 3-0        |
| 1996-97  | UEFA Cup Winners' Cup | Vòng 1    | Hy Lạp   | AEK Athens       | 1-2     | 0-1       | 1-3        |

## Tài trợ
| Giai đoạn | Nhà sản xuất trang phục | Nhà tài trợ áo đấu |
| --------- | ----------------------- | ------------------ |
| 1998-2001 | ALEA                    | Chemlon            |
| 2001-2005 | ALEA                    | Nylstar            |
| 2005-2006 | ALEA                    | Rhodia             |
| 2006-2015 | Umbro                   | NEXIS              |

## Cầu thủ đáng chú ý
Từng thi đấu cho các đội tuyển quốc gia tương ứng. Các cầu thủ có tên in đậm thi đấu cho đội tuyển quốc gia khi thi đấu cho Humenné.
Về danh sách đầy đủ, xem Thể loại:1. HFC Humenné players
| - Juraj Buček - Marián Čišovský - Pavol Diňa - Peter Dzúrik | - Dávid Guba - Ján Mucha - Martin Obšitník - Dušan Sninský | - Anton Šoltis - Vladislav Zvara |